# 노키아 루미아 930

## 단점
루미아 930(Lumia 930)은 마이크로소프트의 윈도우 폰 8.1을 운영체제로 사용한 노키아의 스마트폰이다.루미아 930은 2014년 4월 2일에 마이크로소프트 빌드 2014에서 공개되었다. 루미아 930은 92x 시리즈의 후속작으로, 버라이즌을 통해 미국에서만 유통되던 루미아 ICON의 국제 버전이다. 루미아 ICON과 루미아 930은 차이가 없으며, 유일한 차이점은 루미아 ICON은 윈도우 폰 8을 구동하고, 루미아 930은 윈도우 폰 8.1을 구동한다는 것이다. 윈도우 10 모바일 지원 대상이다.
루미아 930은 번인현상이 일어나는 AMOLED의 특징 때문에 '보기화면' 기능이 없다.

## 같이 보기
- 마이크로소프트 루미아
- 노키아 루미아 아이콘